# Ronde van Luxemburg 2018
De 78e editie van de wielerwedstrijd Ronde van Luxemburg werd verreden van 30 mei tot en met 3 juni 2018 met de start en de finish in Luxemburg. De ronde maakt deel uit van de UCI Europe Tour 2018-kalender. De wedstrijd werd gewonnen door de Italiaan Andrea Pasqualon.

## Deelname
Er namen tien Professional Continental Team en vijf continentale teams deel.
| Professional Continental Team                                                                         | Professional Continental Team                                                                                     | Continentaal                                                                                    |
| --- | --- | ----------------------------------------------------------------------------------------------- |
| Roompot-Nederlandse Loterij CCC Sprandi Polkowice Cofidis Delko Marseille Provence KTM Direct Energie | Euskadi-Murias Sport Vlaanderen-Baloise Veranda's Willems-Crelan Wanty-Groupe Gobert WB-Aqua Protect-Veranclassic | Bike Aid Leopard Pro Cycling Team Differdange-Losch Team Lotto-Kern Haus Team Vorarlberg Santic |

## Etappe-overzicht
| etappe  | datum  | start       | finish      | type                | afstand  | winnaar            | klassementsleider |
| ------- | ------ | ----------- | ----------- | ------------------- | -------- | ------------------ | ----------------- |
| Proloog | 30 mei | Luxemburg   | Luxemburg   | Individuele tijdrit | 2,3 km   | Damien Gaudin      | Damien Gaudin     |
| 1e      | 31 mei | Luxemburg   | Hesperange  | Heuvelrit           | 186,7 km | Christophe Laporte | Damien Gaudin     |
| 2e      | 1 juni | Junglinster | Schifflange | Heuvelrit           | 89,2 km  | Andrea Pasqualon   | Alexander Krieger |
| 3e      | 2 juni | Eschweiler  | Differdange | Heuvelrit           | 163,8 km | Andrea Pasqualon   | Andrea Pasqualon  |
| 5e      | 3 juni | Mersch      | Luxemburg   | Heuvelrit           | 176 km   | Anthony Perez      | Andrea Pasqualon  |

## Klassementenverloop
| Etappe       | Winnaar            | Algemeen klassement · | Puntenklassement · | Bergklassement · | Jongerenklassement · | Ploegenklassement ·      |
| ------------ | ------------------ | --------------------- | ------------------ | ---------------- | -------------------- | ------------------------ |
| Proloog      | Damien Gaudin      | Damien Gaudin         | Damien Gaudin      | niet uitgereikt  | Aimé De Gendt        | Direct Energie           |
| 1            | Christophe Laporte | Damien Gaudin         | Alexander Krieger  | Patryk Stosz     | Alex Kirsch          | Direct Energie           |
| 2            | Andrea Pasqualon   | Alexander Krieger     | Alexander Krieger  | Patryk Stosz     | Alex Kirsch          | Sport Vlaanderen-Baloise |
| 3            | Andrea Pasqualon   | Andrea Pasqualon      | Andrea Pasqualon   | Patryk Stosz     | Pit Leyder           | Sport Vlaanderen-Baloise |
| 4            | Anthony Perez      | Andrea Pasqualon      | Andrea Pasqualon   | Mauro Finetto    | Pit Leyder           | Sport Vlaanderen-Baloise |
| 0Eindstanden | 0Eindstanden       | Andrea Pasqualon      | Andrea Pasqualon   | Mauro Finetto    | Pit Leyder           | Sport Vlaanderen-Baloise |

1935 · 
1936 · 
1937 · 
1938 · 
1939 · 
1940 · 
1941 · 
1942 · 
1943 · 
1944 · 
1945 · 
1946 · 
1947 · 
1948 · 
1949 · 
1950 · 
1951 · 
1952 · 
1953 · 
1954 · 
1955 · 
1956 · 
1957 · 
1958 · 
1959 · 
1960 · 
1961 · 
1962 · 
1963 · 
1964 · 
1965 · 
1966 · 
1967 · 
1968 · 
1969 · 
1970 · 
1971 · 
1972 · 
1973 · 
1974 · 
1975 · 
1976 · 
1977 · 
1978 · 
1979 · 
1980 · 
1981 · 
1982 · 
1983 · 
1984 · 
1985 · 
1986 · 
1987 · 
1988 · 
1989 · 
1990 · 
1991 · 
1992 · 
1993 · 
1994 · 
1995 · 
1996 · 
1997 · 
1998 · 
1999 · 
2000 · 
2001 · 
2002 · 
2003 · 
2004 · 
2005 · 
2006 · 
2007 · 
2008 · 
2009 · 
2010 · 
2011 · 
2012 · 
2013 · 
2014 ·
2015 ·
2016 ·
2017 ·
2018 ·
2019 ·
2020 ·
2021 · 2022 · 2023 · 2024